# Jakub Husník
Jakub Husník (29. března 1837 Vejprnice – 26. února 1916 Žižkov) byl český malíř, grafik, fotograf a vynálezce. Zásadní je jeho vynález světlotisku. Údajně se také snažil o zdokonalení fonografu spolu s Janem Tomášem, v jehož fotoateliéru se patrně od roku 1891 nahrávaly na fonografické válečky hlasy známých herců a pěvců z divadel.

## Život

### Mládí

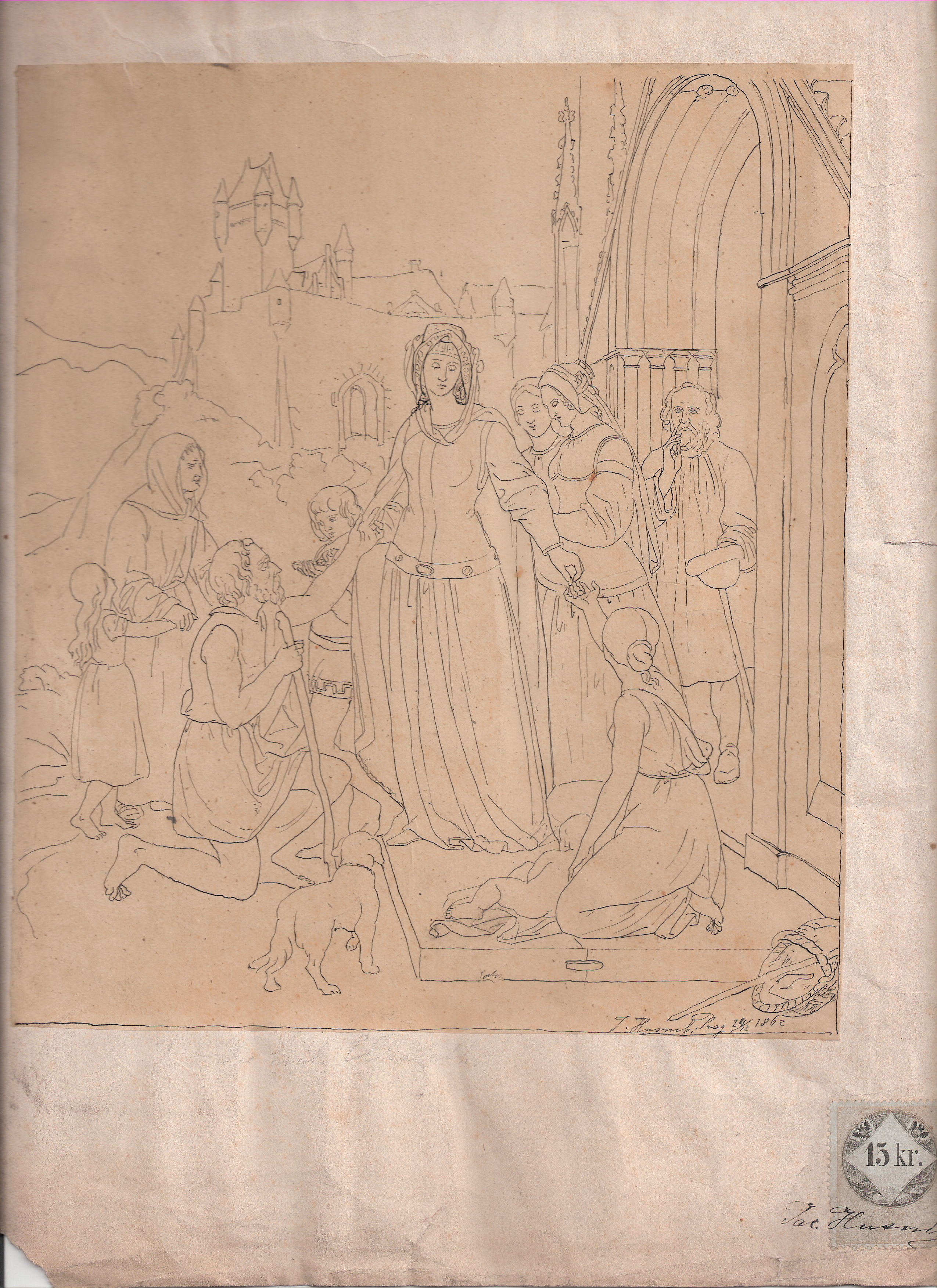
Perokresba Jakuba Husníka z roku 1862

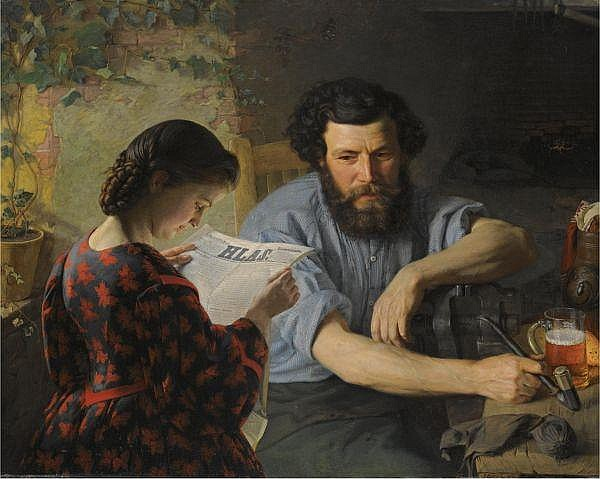
Jakub Husník: Čtení novin

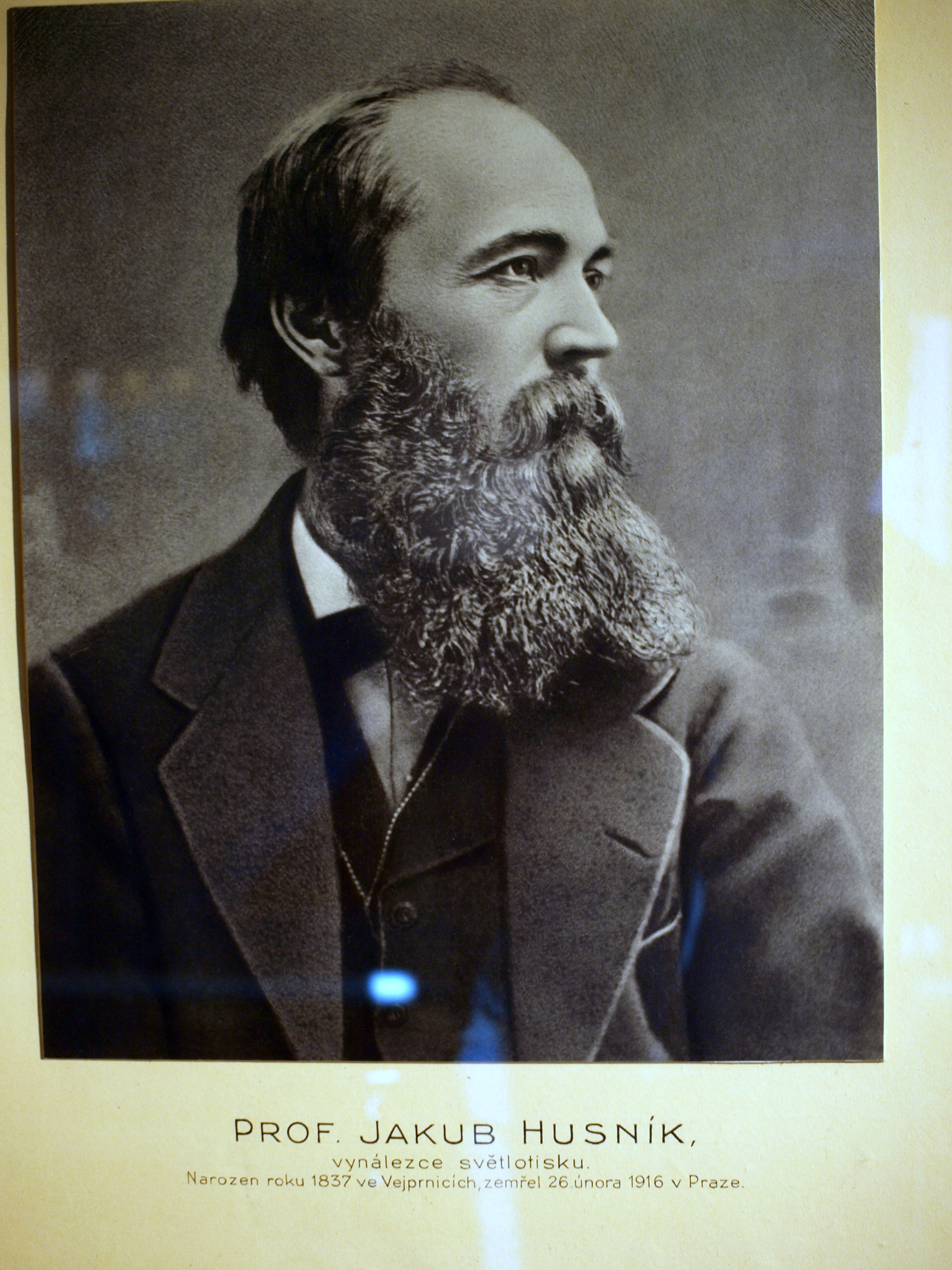
Fotografie profesora Husníka v oddělení tisku Národního technického muzea v Praze

Jakub Husník pocházel z deseti dětí Vavřince Husníka (1805–1873), lesníka na panství lobkovickém a později konopištském. Mládí strávil v obci Vejprnice u Plzně. Nižší piaristické gymnázium v Praze začal Husník studovat, ačkoliv zpočátku neuměl ani slovo německy. Již zde se projevila jeho příznačná píle. Po vyšší reálné škole, opět německé, studoval v letech 1855–1859 malířskou Akademii, kde se setkal s Karlem Klíčem, pozdějším vynálezcem hlubotisku. Husník studoval šestnáct měsíců také malířství v Antverpách. Po návratu z ciziny bydlel v Benešově a jezdil ke svému strýci na faru do Uhříněvsi.

### Dospělost a první vynález
V kostelech v nedalekých Kolovratech a Karlovicích maloval v roce 1861 obrazy na oltáře. V roce 1863 byl jmenován učitelem kreslení na reálném gymnáziu v Táboře, kde také učil těsnopis. Podílel se i na výzdobě ambitů v Klokotech u Tábora. Ústup daguerrotypie v 60. letech 19. století a zavedení tzv. mokrého procesu ve fotografii sledoval Husník velmi pozorně. Při nesčetných pokusech našel pomocníka v táborském lékaři Schwarzovi. V roce 1863 přišel s prvním vynálezem – dvoutónovými fotografiemi.
Husník opakoval všechny pokusy prováděné předtím Pontonem, Talbotem (talbotypie), Poitevinem (uhlotisk) a dalšími s dvojchromanem draselným za působením světla. Zdokonalil způsob reprodukování fotografických obrazů – fotolitografii. Husník postupně vylepšil svůj vynález, takže v roce 1868 byl schopen docílit 600 otisků z jednoho kamene. Pokračoval v dalších úpravách: kámen nahradil skleněnou deskou a použitím glycerinu snížil potřebu navlhčování želatinové vrstvy. Ještě téhož roku dosáhl 1500 otisků z jedné desky.
Ve stejné době se stejným problémem, a to úspěšně, zabýval i mnichovský dvorní fotograf Joseph Albert. Po uveřejnění informace o Husníkovi v příloze časopisu Photographische Mitteilungen nedala odezva na sebe dlouho čekat. V lednu 1869 podepsal Husník s Josephem Albertem smlouvu o přenechání želatinofotolitografie k libovolnému užití za pětiprocentní zisk získaný prodejem podle Husníkova způsobu nad 20 000 zlatých rakouské měny. Husník se rozhodl velmi správně – vybavené tiskárně Josepha Alberta nebyl počtem ani kvalitou reprodukcí schopen konkurovat. Smlouva však na delší čas zabránila poznat pravého vynálezce, jelikož se Husník zavázal zachovat o vynálezu mlčení. Ve světě se proto mluvilo o albertotypii. Husníkova metoda se nicméně prosadila především pod názvem světlotisk .

### Uznání
Až při soudním procesu A. Markla, který vydal v roce 1870 příručku, v níž byl popsán způsob reprodukování Albertovou metodou, vyšel najevo i Husníkův podíl na vynálezu. Uznal jej i německý tisk. V roce 1873 se Husník i s rodinou ocitl ve Vídni. Pracoval ve státní tiskárně, kde s pomocí K. Klíče zaváděl tisk cenných papírů. V říjnu 1875 spolu získali patent na tisk cenných papírů. Husníkovy otisky byly tak dokonalé, že známý rytec A. Lepère nedokázal poznat svůj originál od kopií.
V roce 1876 byl jmenován profesorem kreslení na reálném gymnáziu v Praze. V roce 1879 založil Husník v Praze zinkografickou dílnu a fotografický ateliér. Začal vyrábět fotolitografický přetiskový papír a získal na něj i říšskoněmecký patent. V roce 1887 obdržel také patent na klihotypii.
Po odchodu do výslužby v roce 1888 založil Husník se svým zetěm A. Häuslerem firmu, v níž se mu podařilo výrobně propracovat další svůj vynález – tisk vodoznaků. Zásluhou jeho syna Jaroslava získala firma dobrou pověst i ve výrobě a dodávání trojbarvotiskových štočků na objednávku. Od roku 1900 sídlila v novostavbě na Žižkově v Husinecké ulici. Svůj talent však uplatnil i v jiném oboru. V roce 1869 přenechal za honorář pěti šicích strojů americké firmě Wheeler a Wilson zařízení nazvané kličkař, které mělo zamezit trhání nití. Spolupracoval i s Ludvíkem Očenáškem, rovněž vynálezcem v mnoha oborech, na dalších zdokonaleních šicích strojů.

### Rodinný život
S manželkou Marií, rozenou Šteklovou (1847–1867) měl tři děti – syna Jaroslava (1871–1912) a dcery Marii (provdaná Häuslerová, 1867–??) a Emilii (provdaná Pichová, 1877–??). Rodina bydlela na Královských Vinohradech, později na Žižkově. Roku 1881 působil jako učitel na gymnáziu ve Spálené ulici.
Syn Jaroslav, který byl společníkem firmy Husník a Häusler, předčasně ve 41 letech zemřel. Dcera Marie byla provdána za společníka téže firmy, malíře, grafika a restaurátora Artura Häuslera (6. 9. 1869 – 8. 10. 1938).
Jakub Husník zemřel na chřipku na Žižkově roku 1916, pochován je na Olšanských hřbitovech.